# ميخائيل جيمس سنايدر
ميخائيل جيمس سنايدر (بالإنجليزية: Michael James Snyder)‏ هو شخصية أعمال أمريكي، ولد في 24 فبراير 1950، وتوفي في 2 ديسمبر 2018 في مقاطعة ياكيما في الولايات المتحدة.